# Liste des communes de la wilaya de Djanet
Pour les autres communes, voir Liste des communes d'Algérie.
Liste des communes de la wilaya algérienne de Djanet créée en 2019 par ordre alphabétique :
1. Djanet
2. Bordj El Haouas